# Deretrema cholaeum
Deretrema cholaeum är en plattmaskart. Deretrema cholaeum ingår i släktet Deretrema och familjen Steganodermatidae. Inga underarter finns listade i Catalogue of Life.